# Zapatas Bande
Zapatas Bande (trad. O Bando de Zapata) é um filme mudo alemão dirigido por Urban Gad e estrelando Asta Nielsen. Foi um dos primeiros filmes a retratar personagens bissexuais.

## Sinopse
Uma equipe de filmagem alemã e a atriz dinamarquesa Asta Nielsen viajam para a Itália para fazer um filme sobre uma gangue de ladrões. Asta faz o papel do líder dos bandidos, o capitão Zapata. Mas logo a equipe é assaltada por ladrões de verdade que roubam todas as suas roupas normais. Os atores são forçados a voltar com seus figurinos, ou seja, com as roupas de ladrões. Como resultado, os habitantes locais acreditam que eles são criminosos, com Asta como líder. 
Uma jovem condessa italiana, que é uma romântica incurável, está tão entusiasmada com o grupo de aparência ousada que imediatamente se apaixona pelo "capitão". Asta não revela sua verdadeira identidade imediatamente, principalmente porque há uma grande barreira linguística entre as duas. Assim, a pureza do amor inocente é preservada e não demora muito para que os "bandidos" acidentais, que eventualmente são presos pelo xerife da aldeia, sejam libertados e os assaltantes reais sejam capturados.

## Produção
Zapatas Bande foi filmado no inverno de 1913/14 na cidade italiana de Marina di Massa, no Golfo de La Spezia, e não foi gravado em um estúdio. As estruturas do filme foram projetadas por Fritz Seyffert, trazidas da Alemanha para a Itália, e montadas em Marina di Massa como um grande teatro ao ar livre. O rolo do curta de dois atos tinha 752 metros e passou sua avaliação pela censura do cinema alemão em 10 de fevereiro de 1914. Estreou em 27 de fevereiro de 1914. Na Áustria-Hungria, Zapatas Bande foi apresentado ao público em março do mesmo ano. 

## Elenco
- Asta Nielsen
- Fred Immler
- Senta Eichstaedt
- Adele Reuter-Eichberg
- Mary Scheller
- Hans Lanser-Rudolf
- Carl Dibbern
- Max Agerty
- Ernst Körner
- Eric Harden
- Max Landa